# ディビン・ムバマ
ディビン・サク・ムバマ（Divin Saku Mubama, 2004年10月25日 - ）は、イングランドのロンドン東部ニューアム区出身のプロサッカー選手。EFLチャンピオンシップのストーク・シティFC所属。ポジションはフォワード。

## 経歴

### ウェストハム・ユナイテッド
2013年に8歳でウェストハム・ユナイテッドFCのユースアカデミーに加入。
2021年10月28日に最初のプロ契約を結んだ。
2022年11月3日、UEFAヨーロッパカンファレンスリーグのFCステアウア・ブカレスト戦に出場してプロデビューした。この試合でヘディングシュートを放ち、これを相手のジョイスキム・ダワ・チャコンテがクリアに失敗してオウンゴールとなった。
2023年3月16日、UEFAヨーロッパカンファレンスリーグのAEKラルナカ戦でプロ初得点を記録した。
2023年のFAユースカップにウェストハムのU-18チームとして出場し、決勝でアーセナルFCに5-1で勝利して優勝した。同大会では予選ラウンドのサウサンプトンFC戦でのハットトリックを含む8得点を記録し、得点王に輝いた。
2024年6月30日に契約満了により退団した。

### マンチェスター・シティ
2024年8月29日にマンチェスター・シティFCと契約した。ウェストハムには補償金として200万ポンドが支払われる。
2025年1月11日、FAカップのサルフォード・シティFC戦で移籍後初出場、初得点を記録した。

#### ストーク・シティ
2025年7月5日、EFLチャンピオンシップのストーク・シティFCへ期限付き移籍した。

## 代表歴
U-15からU-19まで、世代別のイングランド代表に選出されている
。
2023年10月12日、U-20イングランド代表で初出場した。

## 個人成績

### クラブ
| クラブ                     | シーズン | リーグ         | リーグ戦 | リーグ戦 | カップ戦 | カップ戦 | リーグ杯 | リーグ杯 | 国際大会 | 国際大会 | その他 | その他 | 合計 | 合計 |
| クラブ                     | シーズン | リーグ         | 出場     | 得点     | 出場     | 得点     | 出場     | 得点     | 出場     | 得点     | 出場   | 得点   | 出場 | 得点 |
| -------------------------- | -------- | -------------- | -------- | -------- | -------- | -------- | -------- | -------- | -------- | -------- | ------ | ------ | ---- | ---- |
| ウェストハム・ユナイテッド | 2022-23  | プレミアリーグ | 3        | 0        | 1        | 0        | -        | -        | 2        | 1        | -      | -      | 6    | 1    |
| ウェストハム・ユナイテッド | 2023-24  | プレミアリーグ | 5        | 0        | 2        | 0        | 1        | 0        | 4        | 0        | -      | -      | 12   | 0    |
| ウェストハム・ユナイテッド | 通算     | 通算           | 8        | 0        | 3        | 0        | 1        | 0        | 6        | 1        | -      | -      | 18   | 1    |
| マンチェスター・シティ     | 2024-25  | プレミアリーグ | 1        | 0        | 1        | 1        | -        | -        | -        | -        | -      | -      | 2    | 1    |
| マンチェスター・シティ     | 通算     | 通算           | 1        | 0        | 1        | 1        | -        | -        | -        | -        | -      | -      | 2    | 1    |
| 総通算                     | 総通算   | 総通算         | 9        | 0        | 4        | 1        | 1        | 0        | 6        | 1        | -      | -      | 20   | 2    |

## タイトル

### クラブ
ウェストハム・ユナイテッド
- UEFAヨーロッパカンファレンスリーグ：1回（2022-23）

### 個人
- ウェストハム・ユナイテッド最優秀若手選手賞：2022-23